# Ophiuche strigatalis
Ophiuche strigatalis là một loài bướm đêm trong họ Erebidae.